# محمد الناصر بن محمد باي
محمد الناصر بن محمد باي أو محمد الناصر باي أو محمد الناصر باشا باي أو الناصر باي هو الباي الخامس عشر من البايات الحسينيين بتونس، حكم من 11 ماي 1906 إلى 8 جويلية 1922.

## الأوسمة والتشريفات
- نيشان الدم (تونس).